# Inviluppo convesso

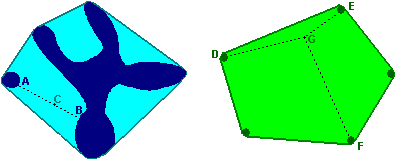
A sinistra: l'insieme blu non è convesso, l'insieme azzurro è il suo inviluppo convesso. A destra: l'insieme verde è convesso, quindi il suo inviluppo convesso è esso stesso.

In matematica si definisce inviluppo convesso (o talvolta involucro convesso) di un qualsiasi sottoinsieme {\displaystyle I} di uno spazio vettoriale reale, l'intersezione di tutti gli insiemi convessi che contengono  {\displaystyle I}.
Poiché l'intersezione di insiemi convessi è a sua volta convessa, una definizione alternativa di inviluppo convesso è "il più piccolo insieme convesso contenente {\displaystyle I}".
Intuitivamente, l'inviluppo convesso di un insieme di punti è la forma che assumerebbe un elastico allargato in modo da contenere tutti i punti e poi lasciato libero di restringersi: un poligono che ha alcuni di quei punti come vertici e li contiene tutti.
L'inviluppo convesso si può costruire come l'insieme di tutte le combinazioni convesse di punti di {\displaystyle I}, cioè tutti i punti del tipo {\displaystyle \sum _{j=1}^{n}\lambda _{j}x_{j}}, dove gli {\displaystyle x_{j}} sono punti di {\displaystyle I} e {\displaystyle \lambda _{j}} sono numeri reali non negativi a somma 1, ovvero {\displaystyle \sum _{j=1}^{n}\lambda _{j}=1} .
Evidentemente, se {\displaystyle I} è convesso, il suo inviluppo convesso è {\displaystyle I} stesso.

## Unione di inviluppi convessi
Dati due insiemi {\displaystyle I,J}, se chiamiamo rispettivamente {\displaystyle C_{I},C_{J},C_{I\cup J}} gli involucri convessi di {\displaystyle I,J,I\cup J}, è vera la seguente relazione: {\displaystyle C_{I}\cup C_{J}\subset C_{I\cup J}}.
Infatti abbiamo detto che se un insieme convesso contiene {\displaystyle I}, allora contiene anche {\displaystyle C_{I}}, e se contiene {\displaystyle J} contiene anche {\displaystyle C_{J}}. Siccome {\displaystyle C_{I\cup J}} è convesso e contiene sia {\displaystyle I} che {\displaystyle J} (perché contiene {\displaystyle I\cup J}), conterrà sia {\displaystyle C_{I}} che {\displaystyle C_{J}} (e quindi {\displaystyle C_{I}\cup C_{J}}).
Il viceversa in generale non è vero, ed un controesempio semplicissimo è il caso in cui {\displaystyle I} e {\displaystyle J} siano due punti distinti nel piano. Si osserva facilmente che un punto è per definizione convesso, e che quindi i loro inviluppi convessi sono {\displaystyle I} e {\displaystyle J} stessi. Ma l'inviluppo convesso di {\displaystyle I\cup J} sarà un segmento, ossià conterrà strettamente {\displaystyle I\cup J=C_{I}\cup C_{J}}.

## Un approccio computazionale
Un interessante problema computazionale è, dato un insieme finito di punti {\displaystyle I={p_{1}\cdots p_{n}}} nel piano, trovare {\displaystyle C_{I}}, l'inviluppo convesso di {\displaystyle I}. Sono stati trovati vari algoritmi che risolvono questo problema.
Uno dei più celebri è il cosiddetto Graham Scan: cerchiamo il punto più in basso (in caso di parità, quello più a sinistra tra quelli più in basso) e chiamiamolo {\displaystyle q_{1}}; siano ora {\displaystyle q_{2}\cdots q_{n}} i rimanenti punti, ordinati in modo tale che {\displaystyle i>j\Leftrightarrow \theta _{i}>\theta _{j}}, dove {\displaystyle (\rho _{i},\theta _{i})} sono le coordinate polari  di {\displaystyle q_{i}}. A questo punto scorriamo i punti {\displaystyle q_{i}}: ogni volta che in {\displaystyle q_{i}} c'è una "svolta a sinistra" ma non in {\displaystyle q_{i-1}}, sappiamo che {\displaystyle q_{i}} è un vertice dell'inviluppo convesso; ogni volta che invece in {\displaystyle q_{j}} c'è una "svolta a destra", sappiamo che questo punto non è un vertice dell'inviluppo convesso. Questo algoritmo ha costo {\displaystyle O(n\,\log(n))}.
Un algoritmo efficiente per lo stesso problema è basato sulla ricorsione, sfruttando il caso base in cui {\displaystyle n=2} (e l'inviluppo convesso di due punti è ovviamente il segmento che li congiunge) e creando in base a semplici regole l'inviluppo convesso di due insiemi convessi (passo ricorsivo).

## Osservazioni
- L'inviluppo convesso è un concetto utile ad esempio in problemi di rilassamento.